# Tripla crise planetária

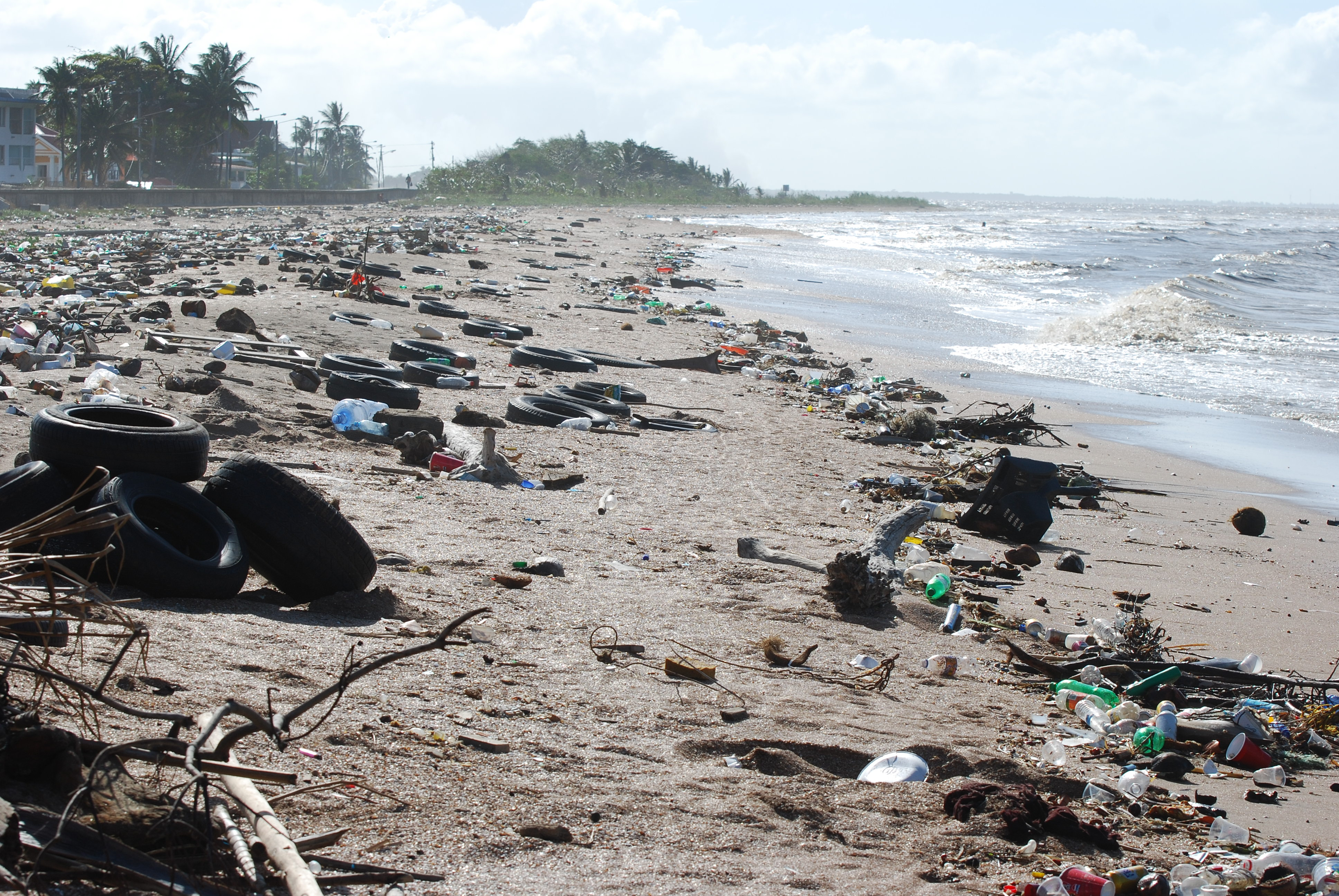
Poluição na Guiana.

A Tripla Crise Planetária é um termo e uma estrutura adotados pelo sistema da Nações Unidas para descrever as três crises ambientais globais que se cruzam: poluição, crise climática, perda de biodiversidade e/ou crises ecológicas. Este termo ressalta a interdependência dessas questões e seu impacto coletivo nos ecossistemas, sociedades e economias do planeta.
As três crises se interligam para aumentar os riscos ambientais e causar perdas econômicas globais. A estrutura foi elaborada para atender à necessidade de mitigar e se adaptar aos desafios impostos pela poluição, crise climática e perda de biodiversidade.
A estrutura é semelhante a outras análises multidimensionais de impactos humanos no meio ambiente, incluindo risco catastrófico global e limites planetários. Para mais informações sobre os impactos humanos no meio ambiente, consulte questões ambientais.

## Poluição
A crise da poluição inclui várias formas de poluição, incluindo poluição do ar, poluição da água e contaminação do solo. É caracterizada pela liberação de poluentes e produtos químicos nocivos, como produtos químicos orgânicos sintéticos, plásticos e metais no meio ambiente, impactando tanto a saúde humana quanto os ecossistemas. Conforme relatado pela comissão do The Lancet sobre poluição e saúde, a poluição é a principal causa ambiental de doenças e mortes. Em 2015, estima-se que 9 milhões de mortes prematuras foram atribuídas a doenças relacionadas com a poluição. Com mais de 80% das populações urbanas atualmente expostas a níveis de qualidade do ar superiores aos limites da Organização Mundial de Saúde, os níveis de poluição atmosférica em muitas cidades urbanas, particularmente aquelas de países de baixo e médio rendimento, estão a aumentar. Além disso, a poluição pode impactar o ecossistema por meio da redução do albedo, da acidificação dos oceanos, da destruição da camada de ozônio e muito mais.

## Crise climática
A crise climática abrange o aquecimento global e alterações climáticas, que resultaram da acumulação excessiva de gases do efeito estufa na atmosfera terrestre. Isso leva ao aumento das temperaturas, à elevação do nível do mar e a eventos climáticos extremos, como precipitações extremas, inundações, eventos de calor extremo, tempestades severas, secas e muito mais. Além disso, estas condições podem levar à insegurança alimentar e hídrica, ao deslocamento e à migração das zonas costeiras, ao aumento da transmissão de doenças transmitidas pela água e muito mais.

## Perda de biodiversidade

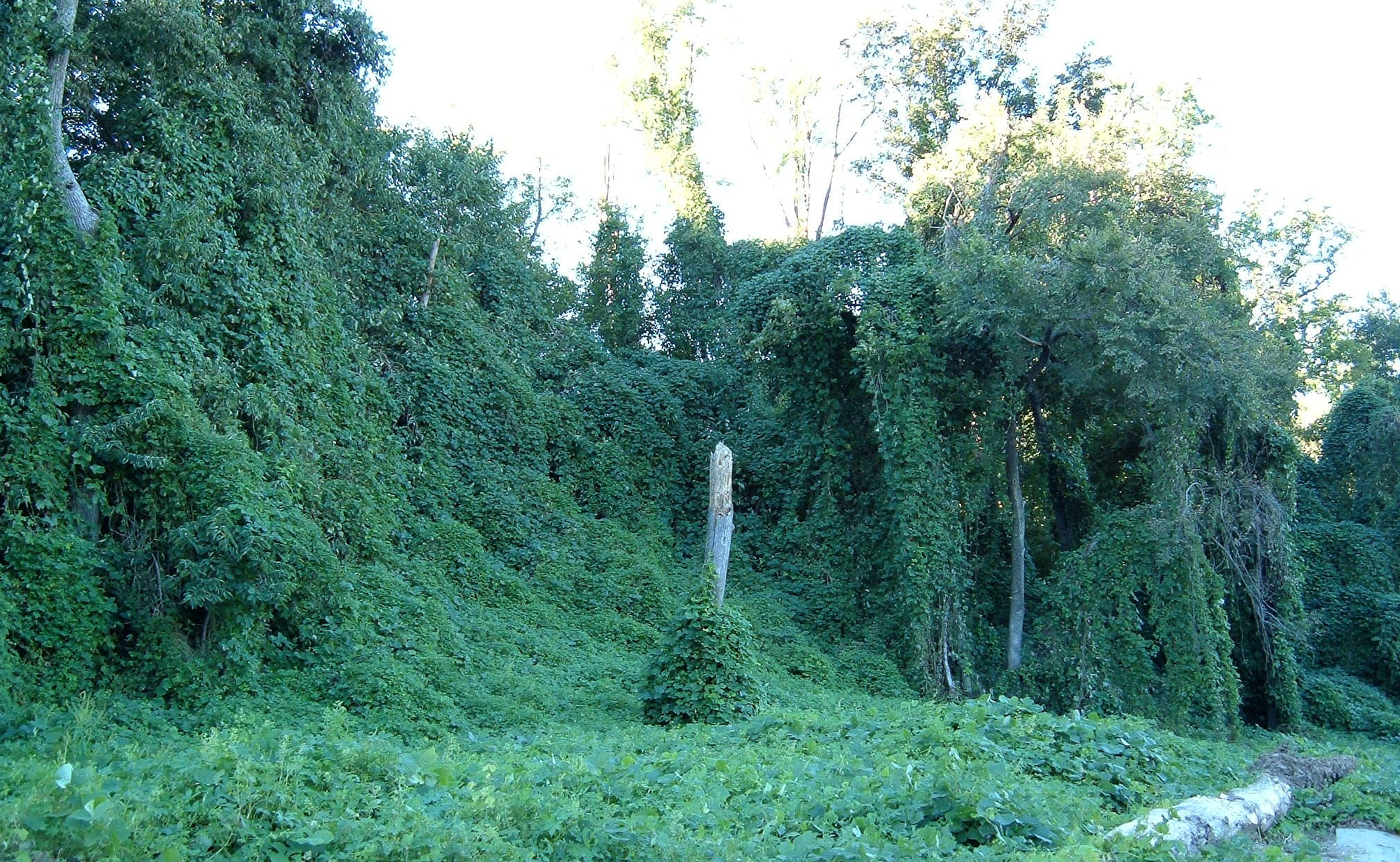
Kudzu, uma espécie invasora, em árvores em Atlanta, Geórgia

A perda de biodiversidade ou crise ecológica refere-se à redução significativa na variedade e abundância de espécies em ecossistemas em todo o mundo. Atividades antropogênicas, como destruição de habitats, superexploração e espécies invasoras contribuem para essa crise. As consequências da perda de biodiversidade nos processos ecológicos têm um impacto tão significativo como vários outros importantes impulsionadores das alterações ambientais globais, como as alterações climáticas, as formas de poluição e outras. Com até um milhão de espécies de plantas e animais enfrentando a ameaça de extinção, a perda de biodiversidade prejudica a capacidade de um ecossistema de funcionar adequadamente, tornando mais difícil para ele manter um ambiente saudável. Além disso, a perda de biodiversidade dificulta a adaptação dos ecossistemas às alterações climáticas. Com mais de metade do PIB mundial dependente da natureza e os meios de subsistência de mais de mil milhões de pessoas em todo o mundo ligados às florestas, as consequências da perda de biodiversidade são extensas.

## O papel das Nações Unidas

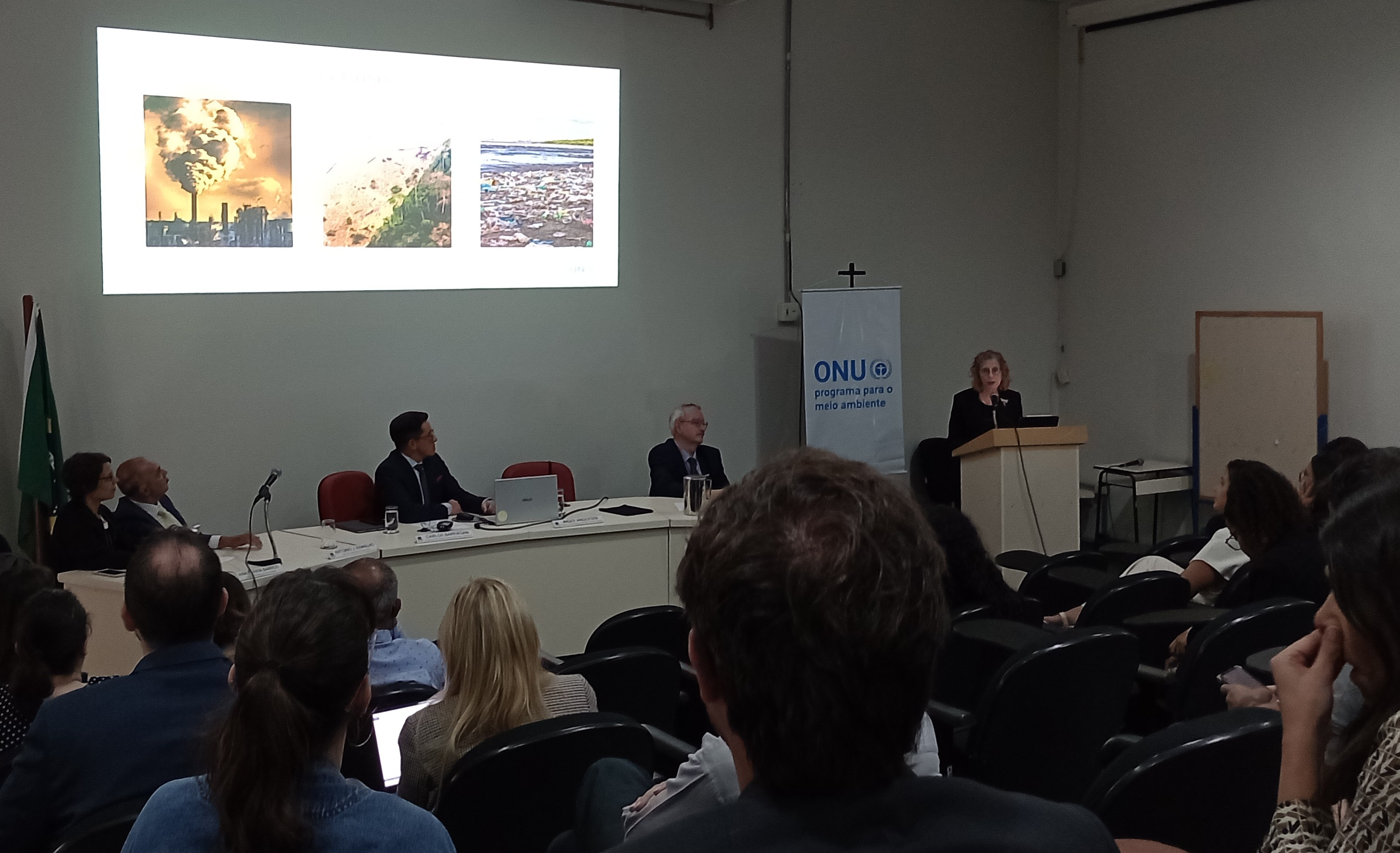
Inger Andersen, diretora do PNUMA, em palestra sobre a tripla crise planetária na Universidade de Brasília, em julho de 2024.

O sistema das Nações Unidas, por meio de várias agências e iniciativas, trabalha para enfrentar a crise junto com seus estados-membros. A principal agência da ONU que promove a agenda em torno da tripla crise planetária é o Programa das Nações Unidas para o Meio Ambiente (PNUMA), dirigido pela economista e ambientalista dinamarquesa Inger Andersen desde 2019. 
Atualmente, as iniciativas incluem a Convenção sobre as Alterações Climáticas, a Convenção sobre o Ambiente, a Convenção sobre a Biodiversidade, a Convenção das Nações Unidas para o Combate à Desertificação e o Alto Comissariado das Nações Unidas para os Refugiados, que visa fornecer ajuda aos refugiados deslocados pela crise climática.